# デーブ・スティーン
デーブ・スティーン（David Lee Steen、1959年11月14日- ）は、カナダの陸上競技選手。1988年ソウルオリンピックの銅メダリストである。ブリティッシュコロンビア州ニューウエストミンスター出身。

## 経歴
スティーンはスポーツ一家に生まれ、彼の父は、十種競技の1956年のカナダチャンピオン、おじも1966年、1970年のコモンウェルスゲームズの砲丸投のチャンピオンである。スティーンの住んでいたブリティッシュコロンビア州は冬季は室内練習に限られるため、スティーンは、カリフォルニア、トロントと練習場所を変えながら、十種競技の練習を行っていた。
スティーンは、1982年にカナダ選手として初めて8000点の大台を突破。同年のコモンウェルスゲームズではイングランドのデイリー・トンプソンに次いで2位となる。翌1983年には、パンアメリカンゲームズ、ユニバーシアードと連勝する。しかし、初めてのオリンピックとなった1984年ロサンゼルスオリンピックでは8位に終わっている。
スティーンは、1986年に4年ぶりに十種競技のカナダチャンピオンとなり、コモンウェルスゲームズに出場するが、再びトンプソンに500ポイント近い大差をつけられ2位で終わった。翌1987年、棒高跳のカナダチャンピオンとなるが、同年の世界選手権には十種競技で出場。しかし、途中棄権に終わっている。
スティーンは、1988年、自己ベストを8415ポイントまで伸ばす。ソウルオリンピックでは、それほど注目される存在ではなかった。ソウルでは、初日、11位で折り返すと、2日目は、9種目目を終わったところで8位、トップとは198ポイント差、3位のトンプソンからは120ポイント差の位置にいた。最後の1500mでは、スティーンは4分23秒20で790ポイント、彼の上位にいた選手で彼より先着した選手はおらず、トンプソンもスティーンより20秒以上遅れてゴール。スティーンは、逆転で銅メダルを獲得した。
ソウルオリンピックは、男子100mでベン・ジョンソンのドーピングが、カナダチームに重くのしかかった。その後、スティーンは現役を引退。アンチドーピング運動に携わっていく。1991年カナダ勲章受章。

## 主な実績
| 年   | 大会                   | 場所                         | 種目     | 結果 | 記録 |
| ---- | ---------------------- | ---------------------------- | -------- | ---- | ---- |
| 1982 | コモンウェルスゲームズ | ブリズベン(オーストラリア)   | 十種競技 | 2位  | 8004 |
| 1983 | ユニバーシアード       | エドモントン(カナダ)         | 十種競技 | 1位  | 8205 |
| 1983 | パンアメリカンゲームズ | カラカス(ベネズエラ)         | 十種競技 | 1位  | 7958 |
| 1984 | オリンピック           | ロサンゼルス(アメリカ合衆国) | 十種競技 | 8位  | 8047 |
| 1986 | コモンウェルスゲームズ | エジンバラ(スコットランド)   | 十種競技 | 2位  | 8173 |
| 1987 | 世界陸上競技選手権大会 | ローマ(イタリア)             | 十種競技 | DNF  | -    |
| 1988 | オリンピック           | ソウル(韓国)                 | 十種競技 | 3位  | 8328 |